# Gola (pecat)

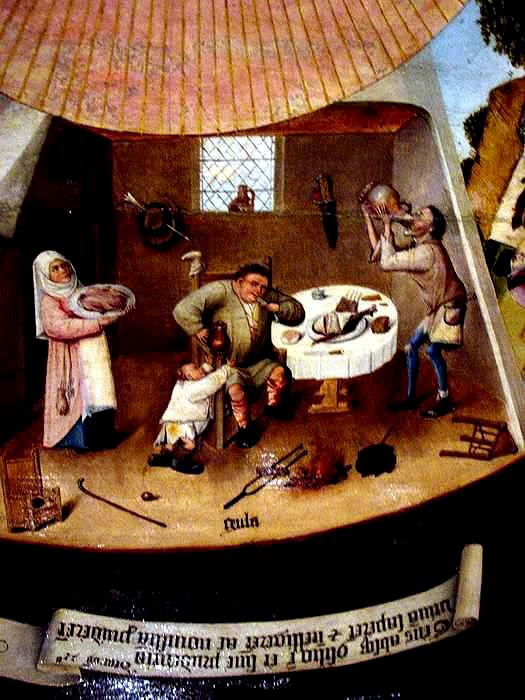
La gola, per Hieronymus Bosch.

La gola és un pecat capital per a la religió cristiana i el catolicisme. La gola és un vici del desig desordenat pel plaer connectat amb el menjar o la beguda. Aquest desig pot ser pecaminós de diverses formes (sempre seguint els conceptes d'aquesta religió):
- Menjar o beure en excés d'allò que el cos necessita.
- Festejar el gust per certs tipus de menjar tot i saber que va en detriment de la salut.
- Consentir la gana per menjars o begudes costoses, especialment quan una dieta luxosa està fora de l'abast econòmic.
- Menjar o beure voraçment donant-li més atenció al menjar que als que ens acompanyen.
- Malgastar el menjar estant en la mateixa categoria que la de menjar més del que necessita el cos.